# 应用艺术设计博物馆
应用艺术设计博物馆（法语：Musée de design et d'arts appliqués contemporains, MUDAC）是瑞士洛桑的一座博物馆。